# Asota bandana
Asota bandana är en fjärilsart som beskrevs av Rothschild 1897. Asota bandana ingår i släktet Asota och familjen nattflyn. Inga underarter finns listade i Catalogue of Life.